# Rano utrom
Rano utrom (Рано утром) è un film del 1965 diretto da Tat'jana Lioznova.